# Tournée
Pour les articles homonymes, voir Tournée (homonymie).
Une tournée est une série de spectacles donnés dans des lieux différents mais dont le contenu et les interprètes sont les mêmes, ces derniers voyageant d'un lieu à l'autre entre chaque représentation, généralement avec leur matériel et leur équipe. Les tournées peuvent s'étaler sur plusieurs mois et couvrir plusieurs pays différents. Les prestataires chargés d'organiser les tournées sont appelés « tourneurs » ou, plus communément, road manager. Les plus importants tourneurs mondiaux sont liées pour la plupart à Live Nation Entertainment ou AEG, deux entreprises basées aux États-Unis.